# Haidian
Haidian  är ett stadsdistrikt i Pekings storstadsområde i Kina. Det ligger i den nordvästra delen av centrala Peking. Distriktet är känt som ett tekniskt och akademiskt centrum i kombination med historiska sevärdheter.
Kring stadsdelarna Zhongguancun och Wudaokou finns en betydande del av Pekings universitet varar Pekinguniversitetet och Tsinghuauniversitetet är rankade som några av Kinas främsta. Här finns även stora elektronikmarknader, forskningsinstitut och även globala tekniska forskningshögkvarter som  Microsoft Research Asia och Google Beijing.
I Haidian finns några väl kända historiska turistattraktioner såsom Sommarpalatset och Gamla sommarpalatset
Antalet invånare vid folkräknigen 2010 var 3 280 670. Befolkningen består av 1 586 145 kvinnor och 1 694 525 män. Barn under 15 år utgör 7,0 %, vuxna 15-64 år 83 %, och äldre över 65 år 8,0 %.

## Administrativ indelning
Haidian är indelat i 22 stadsdelsdistrikt och sju områden som formellt är köpingar..
Stadsdelsdistrikt:

- Balizhuang (八里庄街道)
- Beitaipingzhuang (北太平庄街道)
- Beixiaguan (北下关街道)
- Ganjiakou (甘家口街道)
- Haidian  (海淀街道)
- Huayuanlu (花园路街道)
- Malianwa (马连洼街道)
- Qinghe (清河街道)
- Qinghuayuan (清华园街道)
- Qinglongqiao (青龙桥街道)
- Shangdi (上地街道)
- Shuguang (曙光街道)
- Tiancunlu (田村路街道)
- Wanshoulu (万寿路街道)
- Xiangshan (香山街道)
- Xisanqi (西三旗街道)
- Xueyuanlu (学院路街道)
- Yangfangdian (羊坊店街道)
- Yanyuan (燕园街道)
- Yongdinglu (永定路街道)
- Zhongguancun (中关村街道)
- Zizhuyuan (紫竹院街道)

Köpingar som benämns områden (地区): 

- Dongsheng (东升地区)
- Shangzhuang (上庄地区)
- Sijiqing (四季青地区)
- Sujiatuo (苏家坨地区)
- Wanliu (万柳地区)
- Wenquan (温泉地区)
- Xibeiwang (西北旺地区)